# روتنتورم آندر پینکا
روتنتورم آندر پینکا (به آلمانی: Rotenturm an der Pinka) یک منطقهٔ مسکونی در اتریش است که در ناحیه اوبروارت واقع شده‌است. روتنتورم آندر پینکا ۱٬۴۳۶ نفر جمعیت دارد. از نظر شهرداری این روستا به ناحیه اوبروارت تعلق دارد. Rotenturm تقریباً با Unterwart ادغام شده است. دهکده کوچک مجار سیگت در در وارت (Őrisziget) نیز بخشی از شهرداری Rotenturm an der Pinka است.